# 陳玉璽
陳玉璽（1939年1月2日—），台灣彰化縣人，員林中學畢業後考入台灣大學經濟系畢業，1964年申請獲得東西文化中心獎學金攻讀夏威夷大學，並進入哈佛大學短期進修。因在日本發表親共言論而遭國民政府判刑7年，提前出獄赴美取得夏威夷大學經濟學碩士與政治經濟學博士。曾服務於《美洲中報》及任教於香港浸會大學、哥倫比亞大學與北京大學訪問學者。1999年退休後回台，先後任教於南華大學及佛光大學。

## 簡介
陳玉璽，1939年生於台灣彰化縣，農家子弟，1945年母親因肺結核過世，原本父親要讓他務農無意讓他入學，因其父同村朋友李異老師的緣故插班進入國小二年級就讀，員林中學初中畢業後，父親希望他讀台中師範學校進入職場，由於成績優異員林中學讓他直升高中，員林中學畢業後考入台灣大學經濟系，1964年申請獲得夏威夷大學東西文化中心獎學金攻讀夏威夷大學經濟學碩士，在夏威夷大學期間接觸了圖書館的大陸書刊思想左傾，並參加反越戰活動而遭到注意。

1966年取得碩士學位後，陳玉璽申請獲布朗大學獎學金準備攻讀博士，台灣當局拒絕護照時效展延，不得已離美前往日本觀望，1968年陳玉璽因逾期居留遭遣返台灣，立即遭到逮捕判刑7年，引起日本僑界、美國、英國與夏威夷大學學者高度關注，英國哲學家羅素更為此發表公開信投書美國報紙，損害台灣國際形象甚鉅，被稱為「陳玉璽事件」。此案經各國關切後，台灣當局於陳玉璽關押3年8個多月後，於1971年將陳玉璽提前釋放。
1975年陳玉璽赴美取得夏威夷大學政治經濟學博士。由於在台灣入獄認識了陳映真等政治犯，對人權議題深有感觸，於1980年代發表一系列台灣政治監獄的報導，及呼籲釋放政治犯的文章，終使得許多50年代的白色恐怖受難者得以返家，陳玉璽於1980年代陸續擔任《美洲中報》總編輯及任教於香港浸會大學、哥倫比亞大學與北京大學訪問學者。1999年退休後回台，先後任教於南華大學及佛光大學。

## 著作
- 民族分裂時代的證言-中港台政經問題論評集
- 台灣的依附型發展
- 人文新思維
- 從金融風暴到全球危機：新典範轉移的觀點
- 政治與資訊的對話
- 世界宗教衝突的心理與文化根源
- Sovereignty Disputes Across the Taiwan Straits: A Deviant Case of Divided Nations, In China in Transition, Issues and Policies, Ny:Sr. press
- Handbook of Multicultural Perspectives on Stress and Coping, New York: Springer
- Continent, Coast, Ocean: Dynamics of Regionalism in Eastern Asia, Institute of Southeast Asian Studies
- Rebuilding A Future: Southeast and East Asia, Times Publisher (Singapore)
- The Buddhist Perception of Humility, Positive Living Magazine (affiliated with International Journal of Existential Psychology and Psycho